# 廣島電鐵650型電車
廣島電鐵650型電車（日语：ひろしまでんてつ650かたでんしゃ）是指1942年新製造，並配置到日本廣島電鐵的有轨电车系列。
在1945年8月6日的廣島市原子彈爆炸後，所有650型電車都遭受了不同程度的損壞，絕大部分車體被焚毀或嚴重受損。然而，這些電車中的3輛至今依然繼續運行，並因而稱為「被爆電車」。此外，廣島電鐵還擁有其他被爆電車系列，包括廣島電鐵150型電車。

## 概要

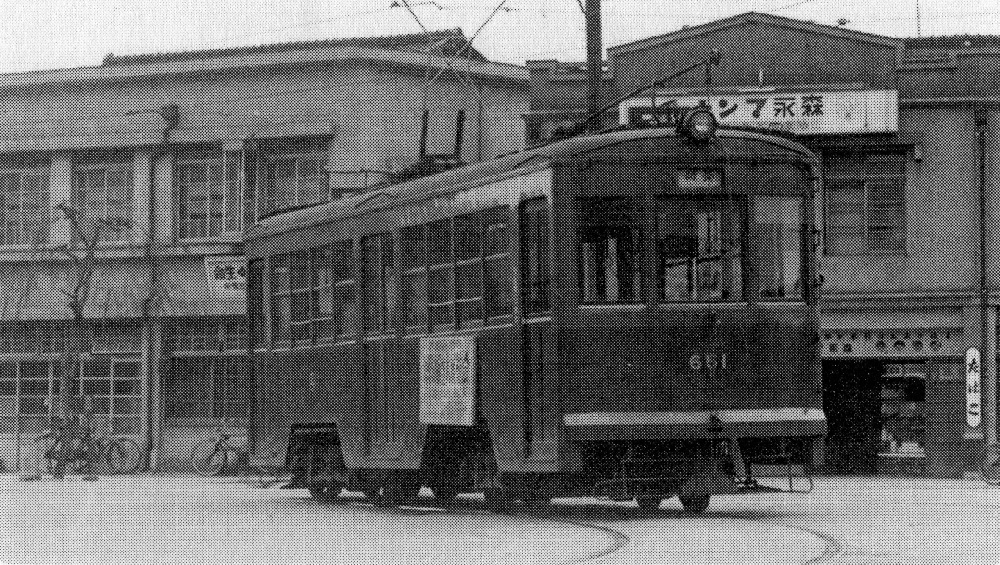
服役後不久的651號，攝於1943年。

廣島電鐵650型電車為半鋼製、裝有兩組轉向架的車輛，1942年由廣島瓦斯電軌株式會社（後於同年更名廣島電鐵）委託生產，大阪市木南車輛製造廠投入製造，最初共生產了651至655號共5輛車輛。該車體設計為無車窗台（無裙邊）和無車頭（無車頂邊），車窗配置為C3-D4D4D。車兩端配有單扇滑動門，中間配有雙開門，客用窗戶為雙層窗戶。此系列電車與吳市電車600型相同，並可視為大阪市電1651型（後來部分車輛轉讓給廣島電鐵，改為廣島電鐵750型電車）的縮短版。車內裝飾為木質清漆，門框和窗框均為木質。鑑於許多乘務員因太平洋戰爭爆發而徵召入伍，導致室內電車運作受到影響。為此，650形電車的設計理念是透過一次性運載大量乘客，從而方便列車時程上的運行。
該型號電車的駕駛方式為直接控制，每台車端配備KR-8型主控制裝置。煞車系統採用直通煞車的SM-3，這也是日本有軌電車的標準配備。
電車還配備了J. G.布里爾77E型轉向架。這種轉向架的車輪可根據軌道的曲線左右擺動，使得大型電車也能順利通過彎道，關於轉向架的製造商有不同說法，《ファンの目で見た台車の話 XII 私鉄編 ボギー台車 その4》稱由加藤製造，而《私鉄の車両3 広島電鉄》稱由布里爾製造，而《私鉄の車丼》表明可能從二手市場購買了轉向架。77E型轉向架內側的主電動機安裝方式在當時的路面電車中並不常見，特別是在戰時期間，新品幾乎無法進口。
儘管現今的車體設計為低地板，但在最初製造時使用了高地板轉向架。在現今，隨著27E和27MCB2等郊外高速電車轉向架在日本國內幾乎完全被淘汰，包括其複製品也已難尋獲蹤跡，使得布里爾轉向架在路面電車中變得愈加稀有，現役的布里爾系轉向架更顯珍貴。此外，這些車輛最初使用集電裝置是弓形集電杆，但在1970年代，除了已經報廢的655號外，其餘四輛車都改裝上Z型集電弓。2022年，仍在服役的651─653號車再次改裝為單臂集電弓。

## 歷史

### 啟用及原爆事件
650型電車最初於1942年在廣島電鐵服役，在當時的環境中，除了木造車如舊大阪市電的300型和舊京王電氣軌道的第一代500型電車等以外，大部分為普通四輪電車（不設轉向架）。相比之下，650型電車配備空氣制動，並且擁有全廣島電鐵最大運輸能力、配備兩組轉向架的鋼製車身。它們與稍早投入服務的第一代廣島電鐵600型電車一同被視為較為現代化的車輛。
1945年8月6日的原子彈爆炸中，所有車輛當即遭受了爆炸影響。具體情況如下：
| 車號  | 場所・狀況                                                          | 狀態     | 修復          | 參考 |
| ----- | ------------------------------------------------------------------- | -------- | ------------- | --- |
| 651號 | 在廣島電鐵中電前停留場附近（距爆心地約700公尺）行駛時遭遇原子彈爆炸 | 半燒受損 | 1946年3月     | 2004年8月，爆炸後三天拍攝的照片被發現，顯示該車因爆風脫軌並嚴重燒毀，這些照片後來被捐贈給了廣島和平紀念資料館。此外，爆炸時車上有一名乘客從車上跳下成功逃生，並在之後的50多年生存下來。 |
| 652號 | 在宇品（現稱廣島港）附近行駛時遭遇原子彈爆炸                        | 小型受損 | 1945年8月11日 | 該車在原爆爆炸後持續在廣島市運行，成為廣島市民的重要支持和鼓勵的象徵。 |
| 653號 | 在江波附近行駛時遭遇原子彈爆炸                                      | 大型受損 | 1945年12月    | 因受損嚴重，於原爆爆炸後四個月後修復完成。 |
| 654號 | 在江波附近行駛時遭遇原子彈爆炸                                      | 大型受損 | 1946年2月     | 因受損嚴重，於原爆爆炸後四個月後修復完成。 |
| 655號 | 在廣島站前停靠時遭遇原子彈爆炸                                      | 全燒受損 | 1948年11月    | 因完全毀損，採以700型形式，與同款其他列車不同的風格修復。 |

### 戰後

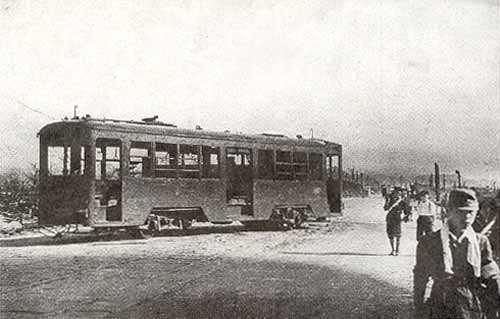
岸田貢宜在原子彈爆炸後第三天（1945年8月8日）拍攝的廣島電鐵651號電車。

戰後，651號至654號四輛車在1946年3月前修復至接近原型的狀態。然而，655號由於損壞嚴重，經過車體重新製造，改裝為類似於同時期新製造的700型（第一代）的車輛特徵，並於1948年11月重新投入營運。1953年，該車進行了低地板化改造。然而655號車在1967年1月25日因與大型卡車相撞而嚴重受損，並於同年3月31日被報廢。
同時，為因應經濟復甦帶來的運輸需求增加，廣島電鐵在恢復車輛和設施的基礎上，著手提升電車的運輸能力，並推動市內線與宮島線的直通運行。從1950年代後期（約1960年左右）開始，廣島市也面臨機動車化的浪潮，路面電車的運行受到自汽車入軌道區間的阻礙，導致一度面臨用戶減少、存續危機的困境。儘管如此，廣島電鐵透過購買從大阪和神戶等地淘汰的大型二手電車、引入一人操作的系統等措施，致力於提高運輸效率和合理化運作。剩餘的四輛車後在1975年進行了單人操作改造，同時關閉最後一輛車門並延長座椅規格。1982年，車輛路線牌進行了電動大型化改造，1986年7月則進了空調改裝。這令車輛的使用壽命比同期的600型（第一代）、後來的700型（第一代）和800型（第一代）相比更長。
從1985年左右起，隨著媒體的關注，這批被爆電車逐漸引起了大眾的注意。然而，隨著新式電車的引入和2000年左右高性能化的推進，650型電車因為相對較低的容納能力以及最高時速僅為35公里/小時，逐漸成為了備用車輛。2003年8月，廣島電視台在原爆紀念日特別節目的預告中提到這些車將在2004年春季退役。廣島電鐵方面當時否認了這一消息，但在廣島電鐵5100號列車的增加下，兩輛653號和654號最終在2006年6月26日的時刻表改正中，宣布退出定期營運。
退出營運的車輛中，僅有653號沒有被除籍，而是用於和平學習活動和廣島原爆日的相關活動。據當地媒體報道，654號則被除籍並捐贈給了廣島市政府，自2006年7月21日起在廣島市交通科學館進行戶外保存和展示。剩下的651號和652號兩輛車主要在平日早高峰期間，於1、3、5和7號線進行運作。
目前仍在全天候運行的651號和652號，與現代車輛相比，雖然馬力明顯不足，使用頻率也有所減少，但它們在早高峰期間依然能夠平穩加速。車輛維護部門對這兩輛車的持續運作持正面態度，認為它們是活躍的被爆遺產，具有傳遞和平訊息的定位。

### 和平教育

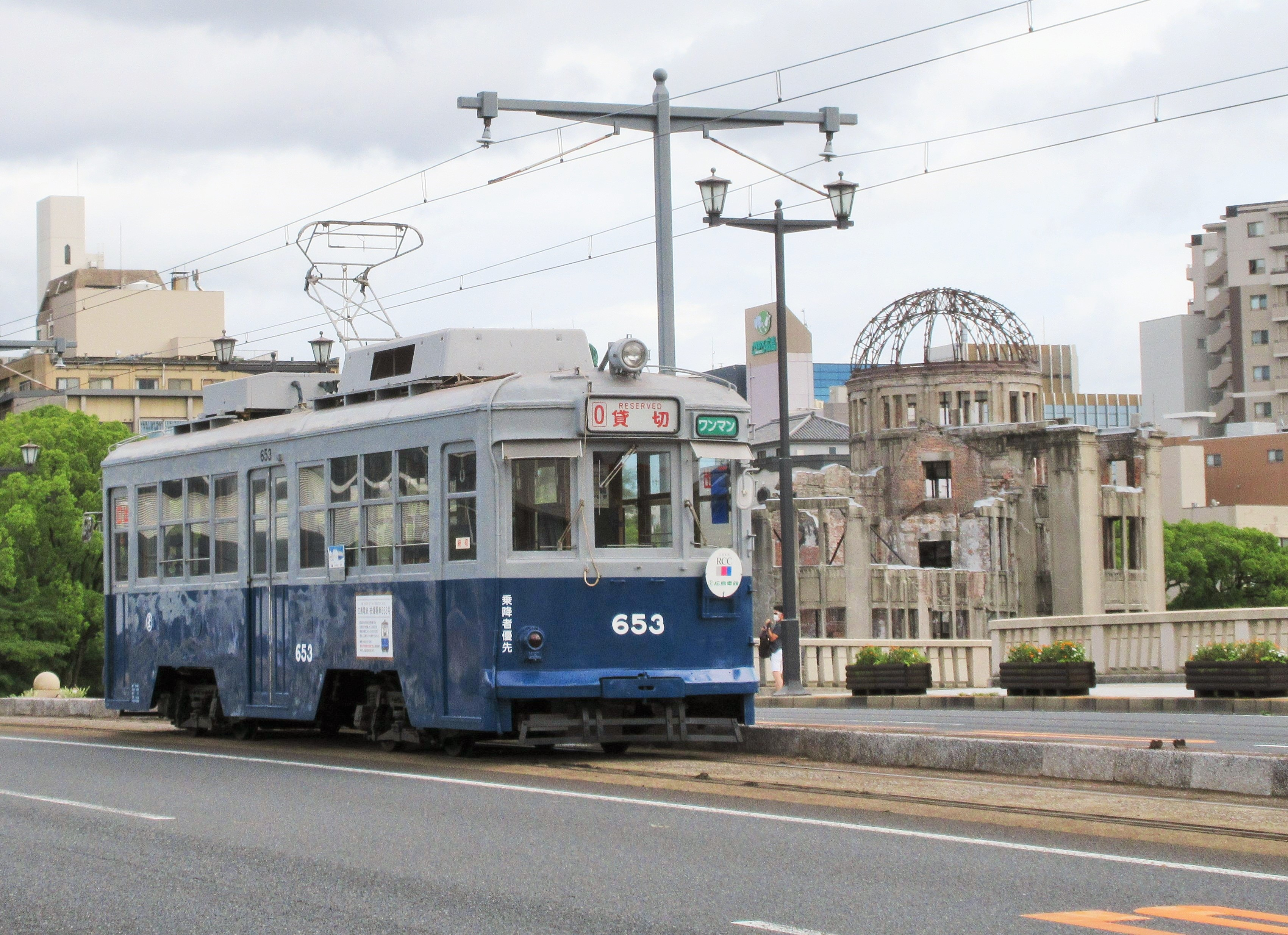
特別營運計畫期間運行中的被爆電車653號，背景為原子彈爆炸圓頂屋。

650型電車被廣泛報導為「凝聚了至戰爭結束為止作為運轉員的廣島電鐵家政女學校少女們的驕傲與喜悅、悲傷的被爆電車」。2006年，653號和654號的最後營運日引起日本媒體的廣泛關注，多個新聞機構對其進行了報告。
每年8月6日，即廣島原爆投下的紀念日，650型電車都會進行營運，其運行時間安排確保在原爆投下時刻（上午8時15分）到達原爆圓頂屋前電停車。此外，該車還可租用或用於團體活動，廣泛用於和平教育。經常有到訪廣島市的修學旅行學生使用該電車。每年8月6日左右，650型電車車廂內還會舉行被爆者證言聽取活動，以傳承被爆者的經歷。

#### 被爆電車特別營運計畫
2015年1月5日，中國放送在其本地綜藝節目《現在就來！》（イマなまっ!）中宣布，為紀念廣島原爆70週年，透過復原653號電車並作為「特別營運」形式重新投入運作。電車隨後進行修復，並恢復了當時（1945年）的原始塗裝。2015年6月7日，在第20屆路面電車節上，該電車車廂首度向公眾開放參觀，並作為臨時電車在廣島市內運行。
在中國放送與廣島電鐵的合作下，特別營運期間，電車內部特別安裝了大型顯示器和揚聲器，播放與被爆者證言、廣島各地復興故事相關的影像和聲音，以介紹廣島的歷史和文化。營運時間為2015年6月至8月底的每週六、週日及假日。營運路線包括廣島站～八丁堀～原爆圓頂前～土橋～廣電西廣島（折返）～廣島站。與一般電車不同，特別電車的上下車點僅限於廣島站。
「被爆電車特別營運計畫」在2015年10月獲得了國土交通省第14屆日本鐵路獎特別獎，該活動此後定在每年舉行。

## 各車狀態
| 車號  | 竣工日期   | 完成一人操作改造 | 完成冷房改造  | 所屬車庫          | 備註 |
| ----- | ---------- | ---------------- | ------------- | ----------------- | --- |
| 651號 | 1942年10月 | 1975年2月—4月    | 1986年7月21日 | 千田車庫          | [ 4 ] |
| 652號 | 1942年10月 | 1975年2月—4月    | 1986年7月21日 | 千田車庫          | [ 13 ] |
| 653號 | 1942年10月 | 1975年2月—4月    | 1986年7月29日 | 江波車庫          | 2006年6月，該車正式退役。 隨後，於2008年夏季至2009年初期，被用作PASPY系統的預備車進行工事。 退役後，該車在千田車庫和江波車庫保存。 2015年6月，該車恢復了1945年的原始塗裝，並轉為專用預約、特定日期及特別營運計畫下服務。 |
| 654號 | 1942年10月 | 1975年2月—4月    | 1986年7月29日 | 2006年6月廢車     | 自2006年8月起，該車被捐贈給廣島市交通科學館並進行靜態保存。 2015年8月6日，經過恢復1945年的塗裝後，車輛再次對外開放展示。                                                                                                 |
| 655號 | 1942年10月 | 未實施           | 未實施        | 1967年3月31日廢車 | 事故廢車 |

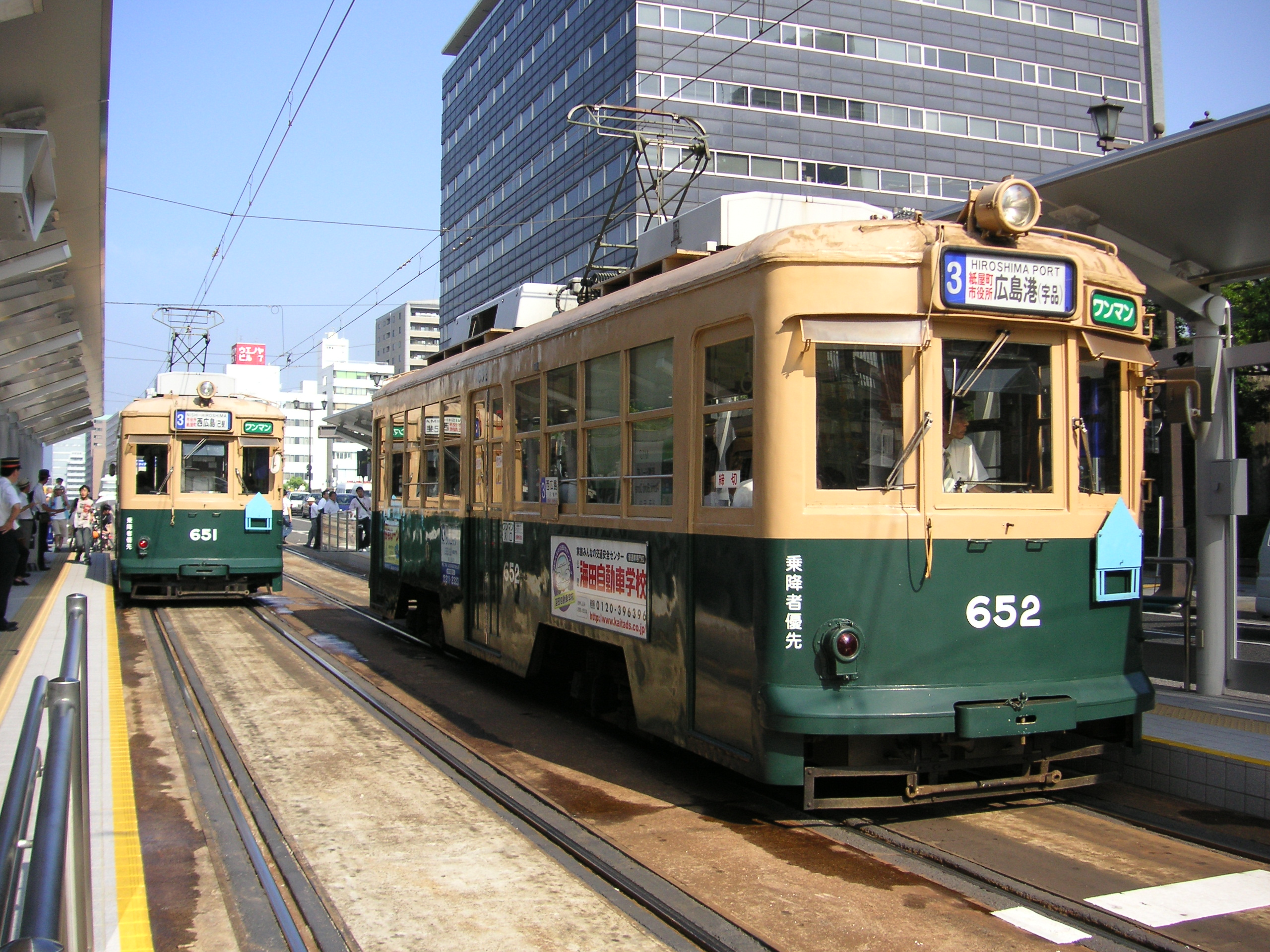
當前保持商業運行的651號及652號
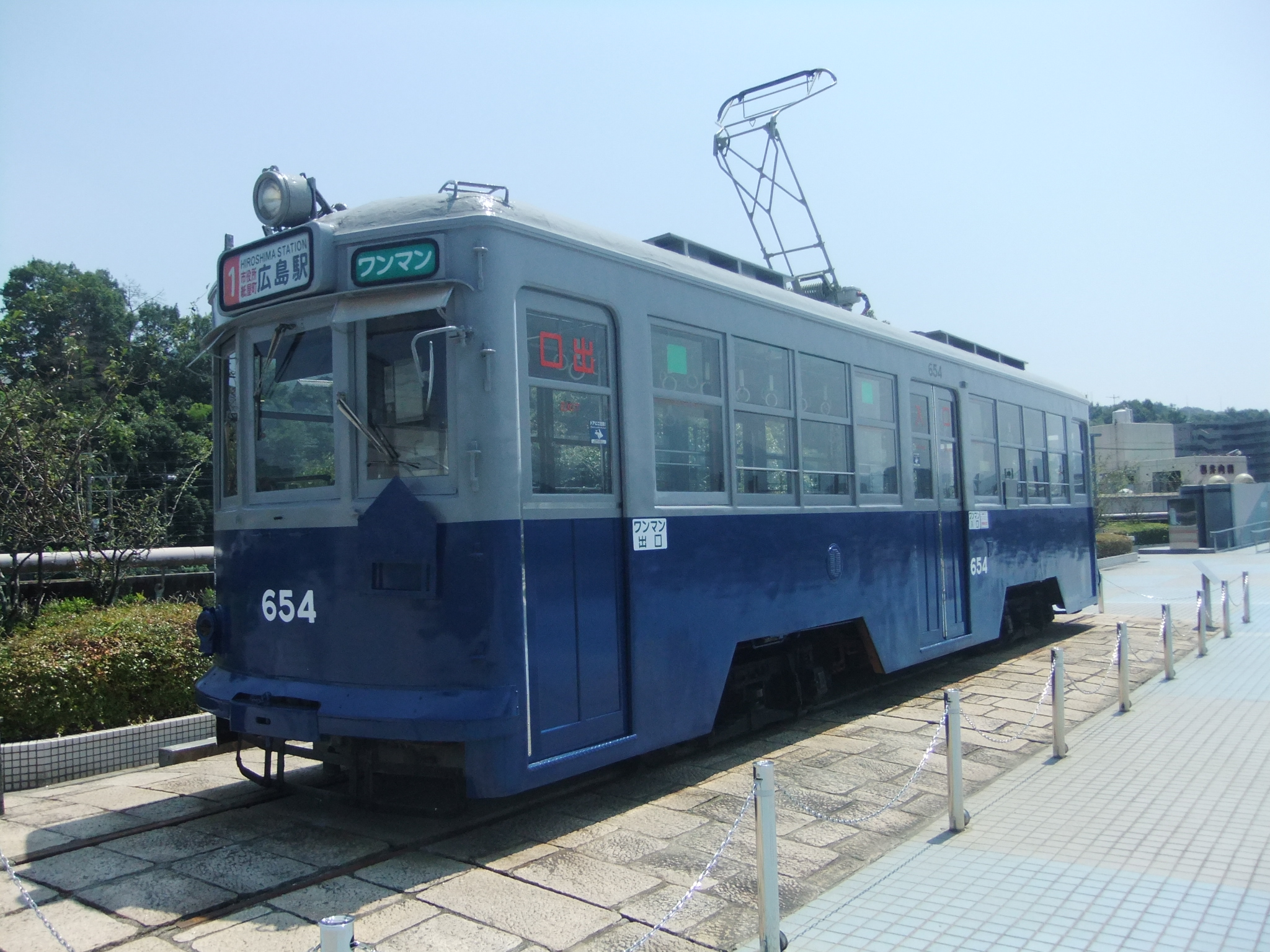
當前在廣島市交通科學館（日语：広島市交通科学館）常設展出的654號。
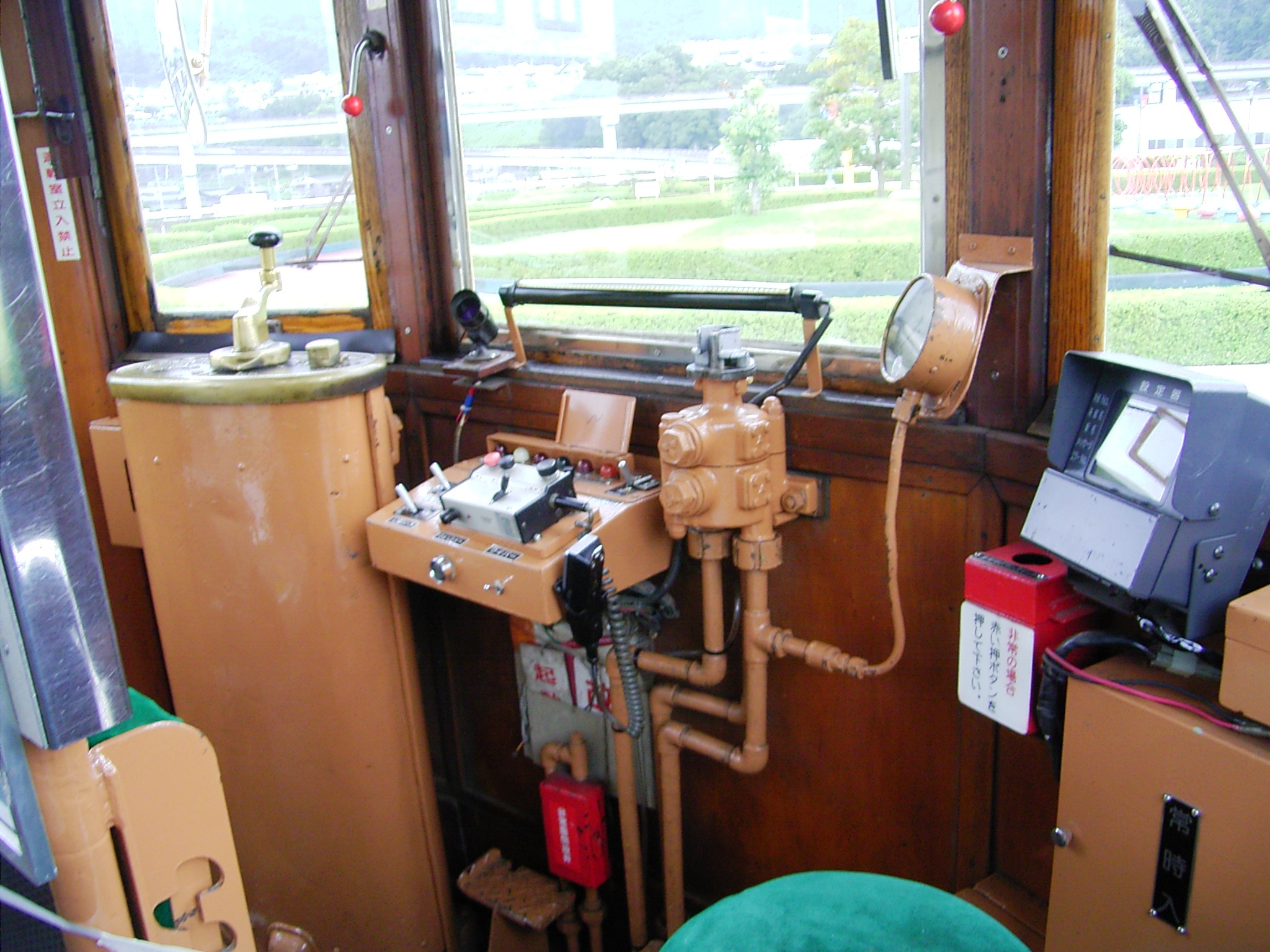
654號駕駛室的運轉台，攝於2006年
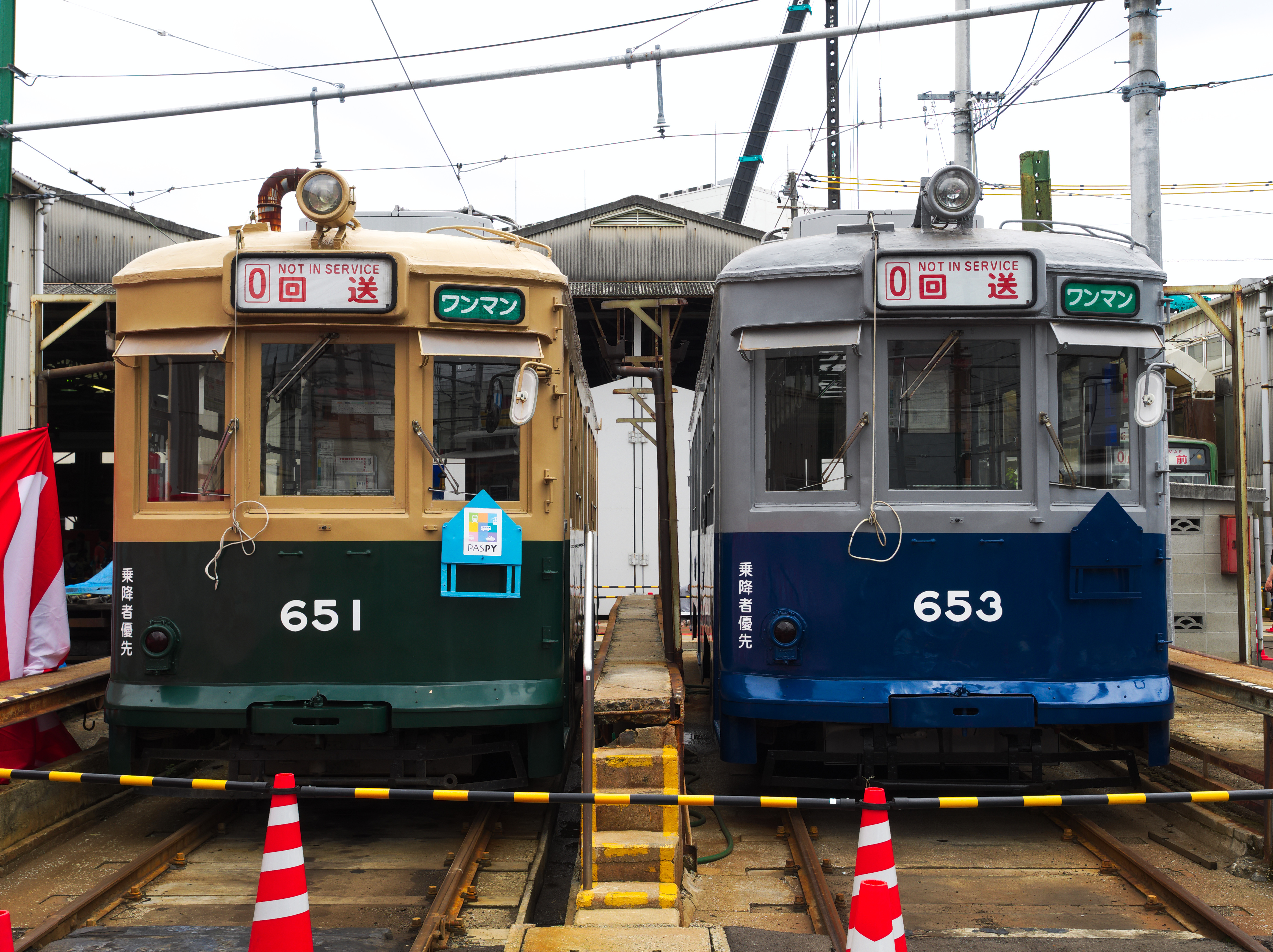
651號及653號，攝於2018年

## 外部連結
- 被爆電車特別營運計畫官方網站 （页面存档备份，存于）
- 被爆電車特別營運計畫的X（前Twitter）